# Prosas Bárbaras
Prosas Bárbaras é um livro do escritor português José Maria de Eça de Queirós que reúne textos publicados em forma de folhetim nos jornais Gazeta de Portugal e Revolução de Setembro.
A introdução do livro foi escrita por Jaime Batalha Reis.
Esta obra reflete nítidas influências dos poemas satânicos de Leconte de Lisle, poeta e intelectual francês (1818-1894).